# دهستان هرم
دهستان هرم، یکی از دهستان‌های بخش هرم شهرستان جویم در استان فارس ایران است. مرکز این دهستان، روستای هرم است.

## جمعیت
بر پایه سرشماری عمومی نفوس و مسکن در سال ۱۳۹۵، جمعیت دهستان هرم برابر با ۲٬۶۱۰ نفر بوده‌است.